# Equitazione ai Giochi della XVIII Olimpiade - Dressage a squadre
La competizione del dressage a squadre di equitazione dei Giochi della XVIII Olimpiade si è svolta i giorni 22 e 23 ottobre  1964 al Baji-kōen di Setagaya quartiere di Tokyo.

## Classifica finale
La classifica finale era determinata sommando i punteggi dei tre cavalieri di ogni nazione della prova individuale.
| Pos.    | Nazione          | Binomio              | Binomio      | Risultato individuale | Risultato Totale |
| Pos.    | Nazione          | Cavaliere            | Cavallo      | Risultato individuale | Risultato Totale |
| ------- | ---------------- | -------------------- | ------------ | --------------------- | ---------------- |
| Oro     | Germania         | Harry Boldt          | Remus        | 889                   | 2558             |
| Oro     | Germania         | Reiner Klimke        | Dux          | 837                   | 2558             |
| Oro     | Germania         | Josef Neckermann     | Antoinette   | 832                   | 2558             |
| Argento | Svizzera         | Henri Chammartin     | Wörmann      | 870                   | 2526             |
| Argento | Svizzera         | Gustav Fischer       | Wald         | 854                   | 2526             |
| Argento | Svizzera         | Marianne Gossweiler  | Stephan      | 802                   | 2526             |
| Bronzo  | Unione Sovietica | Sergey Filatov       | Absent       | 847                   | 2311             |
| Bronzo  | Unione Sovietica | Ivan Kizimov         | Ikhor        | 758                   | 2311             |
| Bronzo  | Unione Sovietica | Ivan Kalita          | Moar         | 706                   | 2311             |
| 4       | Stati Uniti      | Patricia Galvin      | Rath Patrick | 783                   | 2130             |
| 4       | Stati Uniti      | Jessica Newberry     | Forstrat     | 707                   | 2130             |
| 4       | Stati Uniti      | Karen McIntosh       | Malteser     | 640                   | 2130             |
| 5       | Svezia           | William Hamilton     | Delicado     | 777                   | 2068             |
| 5       | Svezia           | Hans Wikne           | Gaspari      | 753                   | 2068             |
| 5       | Svezia           | Bengt Ljungquist     | Karat        | 538                   | 2068             |
| 6       | Giappone         | Kikuko Inoue         | Katsunobori  | 648                   | 1780             |
| 6       | Giappone         | Nagahira Okabe       | Seiha        | 590                   | 1780             |
| 6       | Giappone         | Yoritsune Matsudaira | Hamachidori  | 542                   | 1780             |